# Guerre fleurie

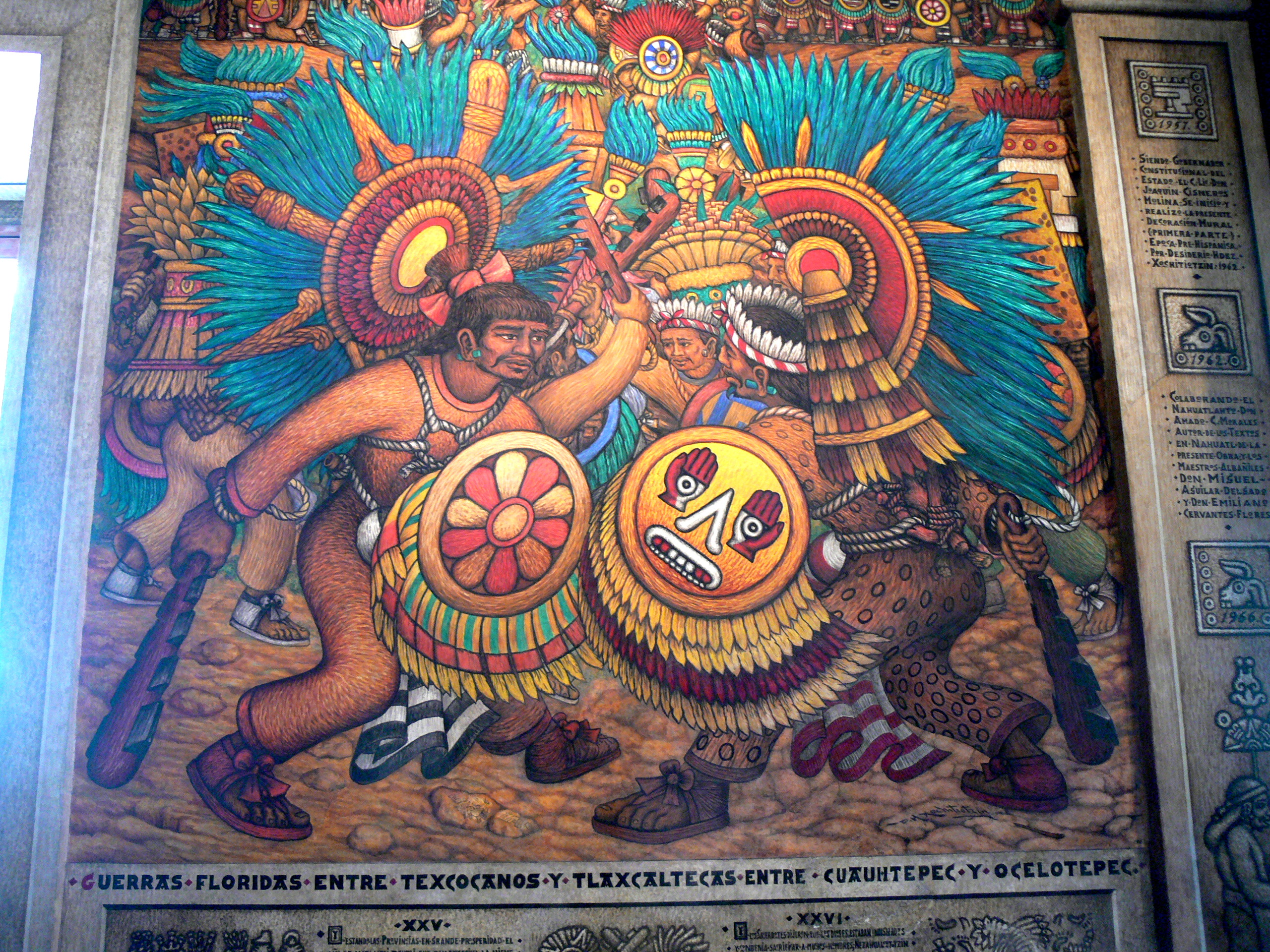
Guerriers du tlaxcaltèques mènent une guerre fleurie contre les guerriers de Texcoco, Cuauhtepec et Ocelotepec.

Une guerre fleurie ou guerre des fleurs (expression traduite du nahuatl Xōchiyāōyōtl) est le nom donné aux batailles opposant les Aztèques (c'est-à-dire les Mexicas ou un de leurs alliés de la Triple alliance) aux troupes de Tlaxcala ou d'une autre cité de la vallée voisine de Puebla.
Il s'agissait d'un exercice très codifié et ritualisé dans lequel s'affrontaient deux camps, généralement deux altepeme (cités) dans le but de procéder à la capture de prisonniers à sacrifier aux divinités. La bataille avait lieu à un moment convenu à un endroit situé à la limite entre les deux cités et appelé cuauhtlalli ou yaotlalli.
Il semble que le but était davantage de parvenir à maîtriser l'adversaire en le saisissant par la longue touffe de cheveux que chaque guerrier portait sur la tête, plutôt que de tuer un maximum d'ennemis sur le champ de bataille. Le combat était donc éclaté en une multitude de duels. Le captif empoigné était alors ligoté et amené dans le camp de son vainqueur avant d'être transféré dans la cité où devait avoir lieu le sacrifice. Il était alors remis aux mains des prêtres chargés du sacrifice.

## Description dans les sources anciennes
Nos sources primaires, à savoir différents chroniqueurs du XVIe siècle, présentent des divergences notables, tant quant à l'origine qu'aux modalités des guerres fleuries.
C'est chez Chimalpahin que l'on trouve la mention des événements les plus anciens qualifiés de guerres fleuries : en 1324 à propos d'un conflit entre Chalco et Tlacochcalco, et ensuite à propos de la longue guerre qui opposa les Mexicas aux Chalcas : «Les douze années que dura la guerre des fleurs les vassaux seuls succombaient, tandis que les grands ne mouraient pas, aussi était elle appelée guerre fleurie.». En 1415, par contre, lorsque des nobles sont tués aussi, la guerre cesse d'être fleurie. Les Annales de Cuauhtitlan vont dans le même sens : « C'était comme un jeu et elle était appelée « guerre fleurie ».» Dans ce contexte « préhistorique » de la guerre fleurie, selon les mots de Michel Graulich, il faudrait donc entendre par « fleurie » que l'on ne sacrifiait pas les nobles.
Selon Ixtlilxochitl, la guerre fleurie aurait trouvé son origine dans la famine qui ravageait le Mexique central en 1454. Alors que les souverains de la triple alliance étaient réunis avec les dirigeants de Tlaxcala, les prêtres étaient d'avis qu'il fallait sacrifier un grand nombre de victimes pour apaiser les dieux irrités. À Nezahualcoyotl qui suggérait qu'on ne sacrifiât que des prisonniers de guerre, les prêtres répliquèrent que les guerres n'étaient pas suffisamment fréquentes, et que les captifs ne seraient pas assez nombreux et trop affaiblis. Un des chefs tlaxcaltèques, Xicotencatl, aurait alors proposé d'organiser régulièrement des batailles entre Tlaxcala, Texcoco, ainsi que leurs alliés respectifs, à un endroit prédéterminé, à nombre égal de chaque côté, dans les premiers jours de chaque vingtaine. L'auteur ajoute que de telles guerres permettraient aux jeunes guerriers de s'exercer.
Diego Duran présente une version sensiblement différente dans son Histoire des Indes de Nouvelle-Espagne et des Îles de la Terre Ferme. Chez lui l'instauration de la guerre fleurie (Chapitre XXIX) précède la famine de 1454 (Chapitre XXX) et il n'établit aucun lien entre les deux événements. Il n'y est question ni de Nezahualcoyotl ni de Xicotencatl, mais du Cihuacoatl Tlacaelel. Comme l'empereur Moctezuma Ier hésitait à sacrifier des prisonniers, de peur de manquer de victimes lors de la consécration du Templo Mayor, Tlacaelel lui adressa ce discours souvent cité : 

« J'ai réfléchi à ce que nous ferons désormais : il vaut mieux faire tout de suite ce que de toute façon nous ferons plus tard, car notre dieu ne doit pas attendre que nous ayons l'occasion de faire la guerre. Cherchons un marché commode, où notre dieu avec son armée pourra se rendre pour acheter les victimes nécessaires à sa nourriture... Moi, Tlacaelel, je dis que ce tanguez et marché soit instauré à Tlaxcala, Huexotzinco, Cholula, Atlixco, Tliliuhquitepec, Teocac, parce que si nous l'établissons plus loin, par exemple à Yopitzinco, Michoacan, la Huastèque ou au bord de la mer dont les côtes sont sous notre domination, nos armées auront à pâtir de l'éloignement de ces provinces. Ces pays sont très lointains et en outre notre dieu n'aime pas la chair de ces gens barbares. Il la tient pour du pain blanc et dur, du pain sans saveur, car, je le répète, ce sont des gens barbares qui parlent des langues étranges. Ce serait donc une excellente idée que notre marché et notre foire soient situés dans les six cités que j'ai nommées, à savoir Tlaxcala, Huexotzinco, Cholula, Atlixco, Tliliuhquitepec, Teocac. Les habitants de ces villes seront pour notre dieu pareils à du pain chaud, venant de sortir du four, tendre et savoureux... Et la guerre que nous mènerons contre ces cités devra être faite de telle sorte qu'on ne les anéantisse pas et qu'elles restent toujours sur pied. Car il faut que, chaque fois que nous le souhaiterons et que notre dieu voudra manger et se réjouir, nous puissions nous rendre au marché pour lui chercher sa nourriture... »

Dans le même ordre d'idées, le conquistador Andrés de Tapia rapporte que l'empereur Moctezuma II lui avait expliqué que les Aztèques auraient été capables d'en terminer avec les Tlaxcaltèques, mais qu'ils ne le faisaient pas afin de donner à leurs guerriers l'occasion de s'entraîner et d'avoir des prisonniers à proximité à sacrifier.
Seul le chroniqueur tlaxcaltèque Diego Muñoz Camargo ne souffle mot des guerres fleuries dans son Historia de Tlaxcala, mais affirme (Livre I, chapitre XIII) que la guerre entre Tlaxcala et Tenochtitlan était due aux visées impérialistes des Aztèques. Il souligne que ces derniers maintenaient Ttlaxcala encerclée et rapporte que ces guerres ont duré soixante ans avant l'arrivée des Espagnols - un cadre temporel qui coïncide grosso modo avec la famine du milieu du XVe siècle.

## Interprétation moderne
Les guerres fleuries sont toutefois sujettes à controverse entre historiens modernes, tant à propos de leur nature que de leur finalité. En particulier, concernant les dernières années avant la conquête espagnole, se pose la question de la volonté et de la capacité des Mexicas à conquérir Tlaxcala.
Frederic Hicks considère comme une généralisation abusive l'explication de la guerre fleurie par la nécessité des sacrifices. Il souligne que les données sont peu nombreuses. Il voit dans les guerres fleuries des conflits dont le but n'était pas la conquête, mais plutôt une occasion de s'entraîner pour les guerriers, une forme de « sport » ; même s'il ajoute que le participant le plus faible ne le percevait peut-être pas de la même manière.
Barry L. Isaac pense que les guerres fleuries sont une rationalisation a posteriori originaire de Texcoco pour justifier une guerre d'agression contre les « altepeme » de Huexotzinco et Tlaxcala, leurs anciens alliés avant que Texcoco ne forme une triple alliance avec Mexico-Tenochtitlan et Tlacopan. Il se demande pourquoi un Tlaxcaltèque - Xicotencatl - aurait fait la proposition d'instaurer la guerre fleurie, alors que la triple alliance était beaucoup plus puissante que Tlaxcala. Il n'accorde guère de crédit non plus aux affirmations qu'auraient faites Moctezuma II à Andrés de Tapia, car admettre que les Aztèques n'étaient pas capables de conquérir Tlaxcala aurait été un aveu de faiblesse.
Ross Hassig considère que la guerre fleurie était principalement une démonstration de supériorité technique militaire qui, en tant que telle, était fondamentalement différente des guerres ordinaires ; il précise cependant que, dans les derniers temps de l'époque postclassique, la guerre fleurie était devenue une simple première étape de conflit au sein d'un processus stratégique de conquête expansionniste. Selon lui, elles permettaient aux Aztèques d'occuper des adversaires puissants pendant qu'ils s'occupaient de campagnes dans d'autres parties de l'empire, et d'user les forces de ces adversaires pour préparer une éventuelle conquête.